# Ocean Polonius
Ocean Polonius (8 november 2003) is een Nederlands voetballer die als doorgaans aanvaller speelt. Hij verruilde in 2023 FC Dordrecht voor VV Baronie.

## Carrière
Ocean Polonius speelde in de jeugd van NAC Breda en FC Dordrecht. In het begin van het seizoen 2021/22 mocht hij met de eerste selectie van FC Dordrecht meetrainen. Hij debuteerde voor Dordrecht op 5 november 2021, in de met 2-1 gewonnen thuiswedstrijd tegen NAC Breda. Hij kwam in de 90+1e in het veld voor Nikolas Agrafiotis.

### Statistieken
| Seizoen                      | Club           | Land           | Competitie     | Competitie | Competitie | Beker | Beker | Totaal | Totaal |
| Seizoen                      | Club           | Land           | Competitie     | Wed.       | Dlp.       | Wed.  | Dlp.  | Wed.   | Dlp.   |
| ---------------------------- | -------------- | -------------- | -------------- | ---------- | ---------- | ----- | ----- | ------ | ------ |
| 2021/22                      | FC Dordrecht   | Nederland      | Eerste divisie | 1          | 0          | 0     | 0     | 1      | 0      |
| Carrièretotaal               | Carrièretotaal | Carrièretotaal | Carrièretotaal | 1          | 0          | 0     | 0     | 1      | 0      |
| Bijgewerkt op 7 januari 2022 |                |                |                |            |            |       |       |        |        |